# テキサスコンビ
テキサスコンビは、1970年代中頃から1980年中頃に活躍した兄弟漫才コンビ。漫才協団・フクダオフィス所属。共に大阪府出身。
『てきさすコンビ』、『てきさす part II 』、『てきさすパート2』など、芸名を頻繁にマイナーチェンジしていた。

## 人物と芸風
三田マサル門下の三田みつおが、1歳下の弟まさおと結成。少年時代からの芸歴がある。
脱力系のインチキ手品と、とぼけて明るく、シュールながら愛敬のある芸風が人気を呼び、4週勝ち抜いた『ザ・テレビ演芸』では、漫才芸には人一倍厳しい司会者の横山やすしからも賞賛され、弟分として可愛がられた。1980~81年の『お笑いスター誕生!!』グランプリシリーズでも4週勝ち抜き、銅賞受賞。
1986年の第34回NHK漫才コンクール、1987年の第1回・第2回NHK新人演芸コンクールにも出場している。内容は正統派のしゃべくり漫才。
ネタは前述のマジック漫才の他に、テレビ演芸時代は守護霊をネタにした漫才を演じていた。漫才の合間にBGMとして自作の意味不明な歌を歌うことが多い。

## メンバー
- 三田みつお（本名：矢田鉄男、1953年5月12日 - 1987年12月4日）

高卒後、三田マサルに弟子入り。アフロヘアーと人民服がトレードマーク。重い心臓病に襲われた後も、それすらネタにする意気軒昂振りだったが、志半ばで病没。
- 三田まさお（本名：矢田浩二、1954年7月11日 - ）

みつおの実弟。おかっぱ。兄の没後は清水英明と『ニューテキサスコンビ』、村井のりこ（後の中島マリ）を加えた『テキサススリー』などで活動。